# Léon Kalenga Badikebele

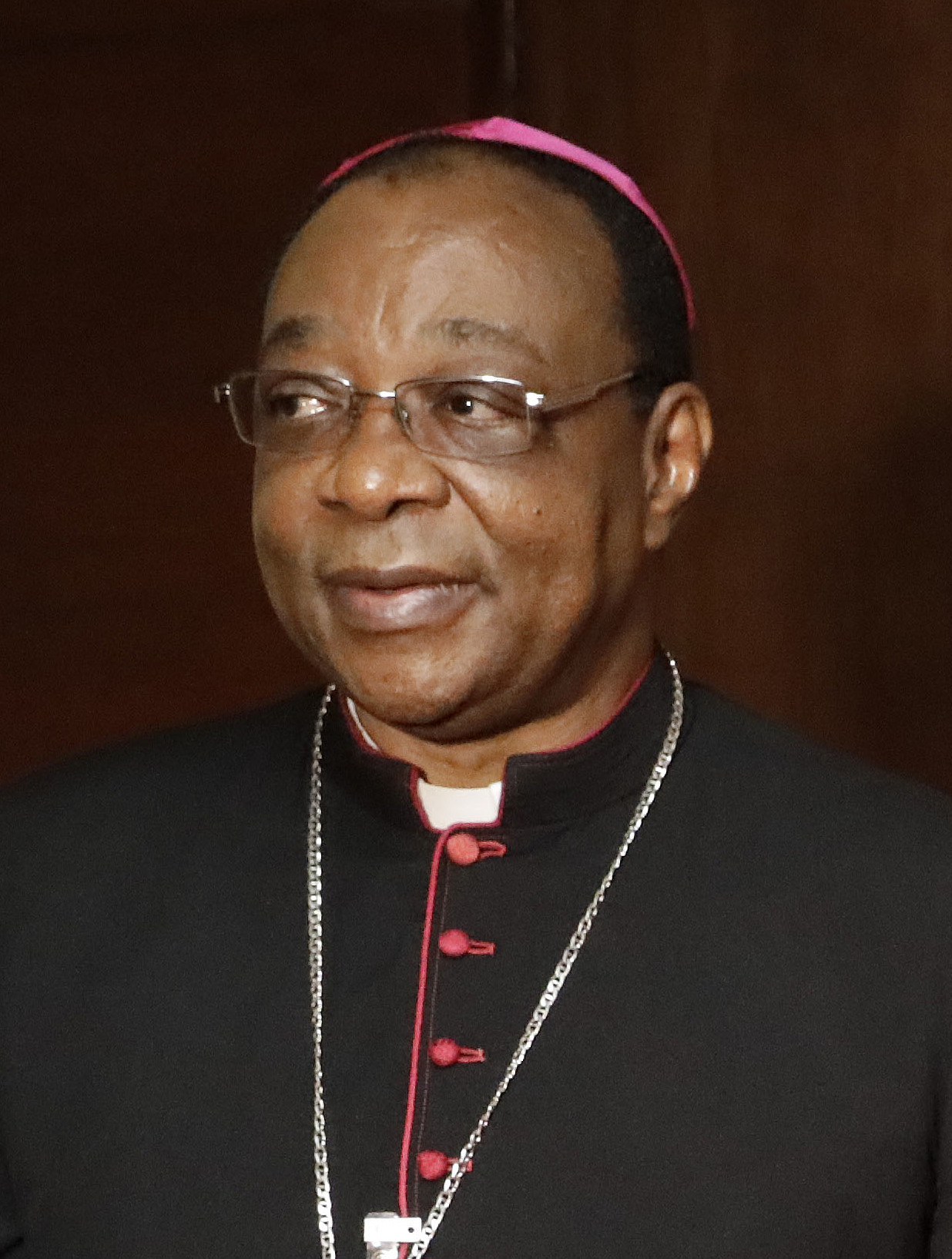
Erzbischof Léon Kalenga Badikebele (2017)

Léon Kalenga Badikebele (* 17. Juli 1956 in Kamina, Haut-Lomami, Belgisch-Kongo; † 12. Juni 2019 in Rom) war ein kongolesischer Geistlicher, Erzbischof und Diplomat des Heiligen Stuhls.

## Leben
Léon Kalenga Badikebele empfing nach seiner theologischen Ausbildung am 5. September 1982 durch den Bischof von Luebo, François Kabangu wa Mutela, die Priesterweihe. 1988 trat er in die Päpstliche Diplomatenakademie in Rom ein. Zudem wurde er in kanonischem Recht promoviert. Am 27. Februar 1990 trat er in den diplomatischen Dienst des Heiligen Stuhls ein. Er war in den päpstlichen Vertretungen in Haiti, Guatemala, Sambia, Brasilien, Ägypten, Simbabwe und Japan tätig.
Papst Benedikt XVI. ernannte ihn am 1. März 2008 zum Titularerzbischof von Magnetum und Apostolischen Nuntius in Ghana. Die Bischofsweihe spendete ihm Kardinalstaatssekretär Tarcisio Bertone SDB am 1. Mai desselben Jahres; Mitkonsekratoren waren Kurienerzbischof Francesco Coccopalmerio und Kurienkardinal Agostino Vallini.
Am 22. Februar 2013 berief ihn Benedikt XVI. zum Apostolischen Nuntius in El Salvador. Am 13. April 2013 ernannte ihn Papst Franziskus zusätzlich zum Apostolischen Nuntius in Belize. Am 17. März 2018 ernannte ihn der Papst zum Apostolischen Nuntius in Argentinien.
Léon Kalenga Badikebele starb überraschend während eines Treffens der diplomatischen Vertreter des Heiligen Stuhls in Rom. Papst Franziskus selbst feierte am 15. Juni 2019 im Petersdom das Requiem für Léon Kalenga Badikebele.